# Flugunfall einer Iljuschin Il-112 bei Kubinka 2021

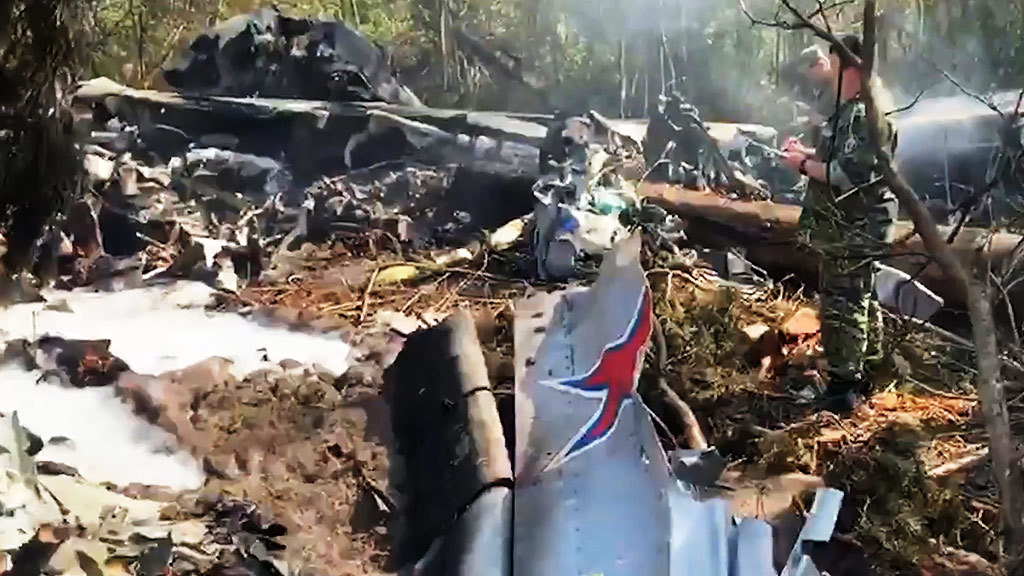
Wrack des Flugzeugs

Der Flugunfall einer Iljuschin Il-112 bei Kubinka 2021 ereignete sich am 17. August 2021. An diesem Tag stürzte die bislang einzige flugfähige Iljuschin Il-112 bei einem Werksflug des Luftfahrtkonzerns OAK ab, nachdem es kurz nach dem Start vom Militärflugplatz Kubinka zu einem Triebwerksbrand gekommen war. Bei dem Unfall kamen alle drei Besatzungsmitglieder ums Leben.

## Flugzeug
Die betroffene Maschine war der Prototyp der Iljuschin Il-112W mit der Werknummer 01-01 und zum Unfallzeitpunkt zwei Jahre und fünf Monate alt. Der Erstflug der Maschine war am 30. März 2019 erfolgt. Danach hatte das Flugzeug bis März 2021 keine Flüge durchgeführt, der Absturz erfolgte während des dreiundzwanzigsten Fluges. Die Maschine trug das russische militärische Luftfahrzeugkennzeichen RF-41400. Das zweimotorige Kurzstreckenflugzeug war mit Klimow TW7-117ST-Turboproptriebwerken ausgestattet.

## Besatzung
Es befand sich eine dreiköpfige Besatzung an Bord der Maschine, bestehend aus dem 63-jährigen leitenden Testpiloten, Flugkapitän und Held der Russischen Föderation Nikolai Dimitrijewitsch Kuimow, dem Ersten Offizier Dimitri Alexandrowitsch Komarow und dem Flugingenieur Nikolai Jewgenjewitsch Chludejew. Flugkapitän Kuimow war Iljuschins Cheftestpilot und im Laufe seiner Karriere Testpilot von Maschinen der Typen Iljuschin Il-76, Iljuschin Il-86, Iljuschin Il-96, Iljuschin Il-114 und Iljuschin Il-103 gewesen.

## Unfallhergang
Am Unfalltag war die Maschine vom Flughafen Moskau-Schukowski gestartet und landete um 11:09 Uhr Ortszeit auf der Piste des Militärflugplatzes Kubinka. Die dreiköpfige Besatzung sollte von dort aus Übungsflüge in Vorbereitung auf geplante Demonstrationsflüge im Rahmen der VII. Internationalen Militärtechnischen Messe „Armija 2021“ durchführen. Um 11:14 Uhr hob die Maschine wieder ab. Vier Minuten nach dem Start befand sich das Flugzeug im Anflug für ein Durchstartmanöver, dabei brach in geringer Höhe ein Brand im rechten Triebwerk aus. Die automatische Feuerbekämpfung war erfolglos, die folgenden Maßnahmen der Besatzung ebenfalls. Zur Klärung der Situation hatte die Mannschaft entschieden, den Anflug auf die Piste abzubrechen und in eine Platzrunde zu gehen. Laut inoffizieller Angaben hatten Anomalien im Strömungsfluss des Triebwerks ("gasdynamische Stabilität") zu dessen Beschädigung, respektive zur Beschädigung des Turbokompressors geführt und gleichzeitig zur Beschädigung von Treibstoffleitungen. Damit brannte es nicht nur im Triebwerk, sondern in den Hohlräumen des Flügels. Nach 45 Sekunden Brand erreichte die Temperatur im Flügel etwa 600 Grad; nun  verlor eine Steuerstange des Querruders aus Duraluminium ihre Festigkeit. Die Maschine begann aufgrund des für den asymmetrischen Flugzustand benötigten, nun aber ausfallenden Querruders nach rechts zu rollen. Dass das Querruder ausgefallen wäre, war schon am Tag des Absturzes als Absturzursache so vermutet worden. Der nunmehrige Ablauf ist wieder gesichert, das Flugzeug ging mit der Rollbewegung in eine Rechtskurve über, wobei die Geschwindigkeit abnahm und die Maschine sich zum Schluss bis in die Rückenlage drehte und etwa 2,5 km östlich des Anflugpunkts von Startbahn 22 in ein Waldstück stürzte. Das Flugzeug brach beim Aufprall auseinander und brannte aus, alle drei Insassen wurden getötet. Der Unfall ereignete sich um 11:18 Uhr. Der Untersuchungsbericht wird, da es sich um einen Prototyp handelte, auf Wunsch des Auftraggebers nicht veröffentlicht.

## Folgen
Die Untersuchung der Ursache des Brandes wird nicht öffentlich gemacht werden. Da ein Konstruktionsfehler am Triebwerk nicht ausgeschlossen wurde, verzögerte sich durch den Unfall nicht nur die Entwicklung der Iljuschin Il-112, sondern auch der Iljuschin Il-114-300, die mit demselben Triebwerkstyp ausgerüstet wird.